# Amber Broos
Amber Broos (Leuven, 16 oktober 2002), vroeger bekend als DJ 13 amps, is een Belgische dj en muziekproducent.

## Biografie
Broos werd geboren in Leuven, maar groeide op in Meerbeek, bij Kortenberg. Op twaalfjarige leeftijd kwam zij al in contact met Elektronische muziek en het mixen van plaatjes via haar vader, Joeri Broos, die zelf ook dj/producer is.

## Carrière
Op dertienjarige leeftijd deed Amber mee met een dj-contest van de Nederlandse top-dj Robert Abigail. Ze werd uit meer dan duizend kandidaten gekozen als winnaar. Hiermee won ze persoonlijke begeleiding voor een jaar door Robert Abigail. In 2017 brachten Robert Abigail en 13 Amps de single Living On The Right Side uit.
Broos begon ook zelf met produceren van haar eigen muziek. In 2019 kwam haar eerste eigen single 1AM uit. Destijds nog onder haar artiestennaam 13 amps. Kort daarna besloot Broos om niet meer onder die naam te draaien en te produceren, maar onder haar eigen naam. Als Amber Broos bracht ze in 2019 nog Idolize uit en in 2020 Watch me. In 2021 bracht ze samen met Bo Vera August de single Moon Shimmer uit.
Door de jaren heen stond Broos onder andere live op Suikerrock, Lokerse Feesten en het Crisisfestival en online optredens voor o.a. We Own The Night, Sorry for the Noise, MijnLeuven en De Warmste Week.
Amber Broos zou optreden op de 2021 editie van Pukkelpop. Door de corona-epidemie is deze editie van Pukkelpop echter niet doorgegaan en is haar optreden doorgeschoven naar de editie van 2022. Daarnaast staat zij in 2022 onder andere op Suikerrock en tweemaal op Tomorrowland.
Ook is ze resident-dj bij Ancienne Belgique, One World Radio en voor Studio Brussel bij o.a. Filefuif. Sinds september 2021 presenteert Broos het programma UNTZ op Studio Brussel. Vanaf 2023 heeft ze haar eigen show, Sorry For The Noise, op One World Radio, het radiostation van Tomorrowland
Op 28 januari 2023 werd tijdens het speciale digitale evenement  "Adscendo - A Digital Introduction", de line-up van Tomorrowland 2023 bekendgemaakt. Amber Broos, die tijdens deze editie op het hoofdpodium zal optreden, verzorgde tijdens dit event een digitaal optreden. Na de live stream werd het optreden ook geüpload naar het Tomorrowland YouTube Kanaal

## Discografie

#### Singles
| Single met hitnotering(en) in de Vlaamse Ultratop 50 | Datum van verschijnen | Datum van binnenkomst | Hoogste positie | Aantal weken | Opmerkingen        |
| ---------------------------------------------------- | --------------------- | --------------------- | --------------- | ------------ | ------------------ |
| Idolize                                              | 2019                  | -                     | -               | -            |                    |
| Watch Me                                             | 2020                  | 25-04-2020            | tip             | -            |                    |
| Moon Shimmer                                         | 2021                  | -                     | -               | -            | met Bo Vera August |
| Amok                                                 | 2023                  | -                     | -               | -            |                    |
| Dance all Night                                      | 2024                  | -                     | -               | -            |                    |
| Whistle                                              | 2024                  | -                     | -               | -            |                    |

## Muziekstijl
Ze draait een diversiteit aan stijlen, o.a.: alternative dance, techno, house, club en retro.